# Río Topľa
El Topľa es un río en Eslovaquia oriental y afluente por la derecha del Ondava. Tiene 129,8 km de largo y su cuenca abarca una superficie de 1503 km². Surge en los montes Čergov, fluye por las Tierras Altas de Ondava, el piedemonte beskidiano, las colinas eslovacas orientales y llanura eslovaca oriental y fue al Ondava en la zona de Parchovany. Atraviesa las ciudades de Bardejov, Giraltovce, Hanušovce nad Topľou y Vranov nad Topľou.